# 麦克马洪线

麦克马洪线示意圖

麦克马洪线（英語：McMahon Line）是英國探險家為印度測量時於英屬印度和西藏邊境劃的一条分界線。该线以英国外交官亨利·麦克马洪爵士命名，因為他曾于1914年主持了西姆拉會議。其走向起自不丹和西藏交界处，大致沿分水岭和山脊线至云南独龙江东南的伊素拉希山口，将传统上被認為属于藏區、约9万平方公里的領土劃给印度和緬甸。
1914年3月西姆拉會議進行期間，英屬印度外務秘書麥克馬洪在德里和西藏噶廈代表夏扎·班觉多吉秘密換文，約定若英國可促使新成立不久的北洋政府承認西藏獨立，西藏將承認形同割讓部分西藏土地的麥克馬洪線，此即《西姆拉條約》。會議的中方代表陈贻范在此条约草案上簽名，但也声明正式签约需獲中央授權，後來袁世凯政府电令陈贻范取消“草签”，既然中國不承認麥克馬洪綫，因此当时英国政府承认西姆拉会议没有产生中国作为缔约方的协定；藏方簽約雖然是正式的，卻因為中國沒有接受讓西藏獨立的《西姆拉條約》，亦對麥克馬洪綫存在爭議。
麦克马洪线并不是一条画在分水岭上的边界线，全线有7处被河流穿越，為中国与印度、缅甸的关系留下後患，由于各国对麦克马洪线的理解不一，造成多次冲突，例如中缅之间产生独龙江归属之争，中印之间产生克节朗河流域归属之争，以及中印缅三国交界是位于底富山口，还是塔庐山口之争。总体而言，印度、缅甸都认为麦克马洪线是既定的历史疆界，但中華人民共和國不承認其法律效力。

## 背景
麦克马洪线以南的达旺是一个商业重镇，19世纪时为西藏噶厦政府所控制。为了确保商业利益，已经控制西藏周围所有地区的英国与清朝及西藏政府签订多个条约，确保开放通商。1907年英俄协约中，为了平衡利益，避免冲突，英俄规定关于西藏的事务两国都必须通过中国政府进行协商。1910至1912年，清朝与西藏关系恶化，清军攻入并占领拉薩，十三世达赖喇嘛流亡印度。1913年，西藏政府驱逐原清廷官吏和駐藏清軍，十三世達賴回到拉薩並宣布西藏完全独立。
1913年10月，西藏噶厦、英印政府和中华民国北洋政府的代表在西姆拉举行三方会谈。西藏的立场是要求承认和保证其完全完整的独立地位，中华民国政府坚持西藏是中华民国领土不可分割的一部分，英国则以划分外藏和内藏的方案进行调和，并据此达成一个三方协议草案，草案地图中同时画出内藏与外藏及西藏与中国其他地方的边界，并未画出西藏与英属印度的边界，这些标绘在麦克马洪爵士提供的地图上界线笼统地被称为麦克马洪线。

## 爭議

### 中華民國時期

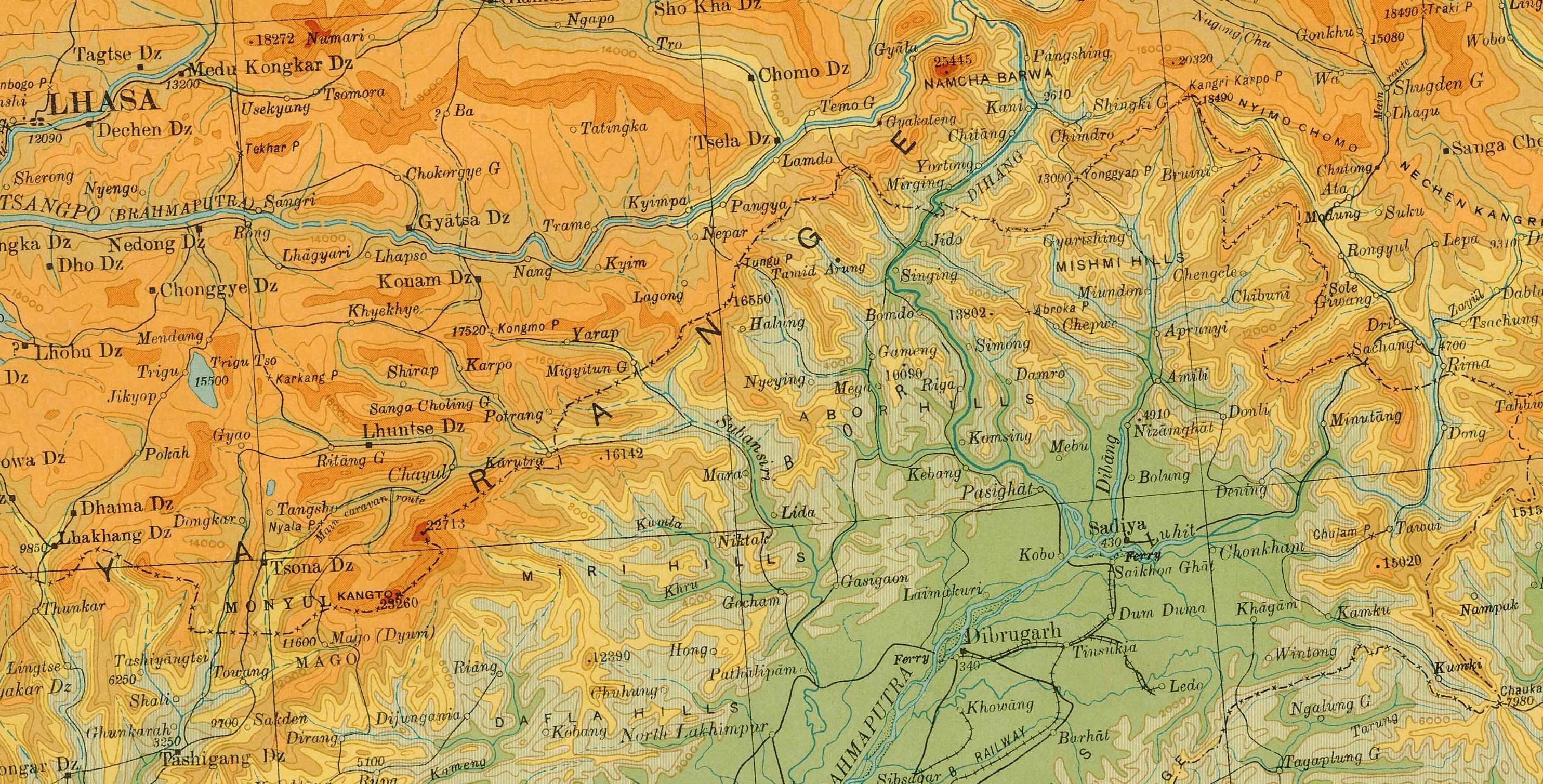
1936年印度测绘局的地图，虚线为麦克马洪线

现在所称的麦克马洪线，是特指从依索拉希山口伸向不丹的一段，西姆拉会议上没有只言片语讨论过它，它只是出现在英国保存的地图上，而西藏政府和中華民國政府应该保留的原件地图至今不知所踪，因此中华民国政府对麦克马洪线的态度是一个迷，但是从许多声明宣言中可见，中华民国是不知道有这样一条中印边界线的。对于《西姆拉条约》，是英国政府背弃自己在英俄條約中承诺的义务，非法与西藏政府代表签订的，中华民国政府始终坚决拒绝承认。
英國政府在1914年後就不提麥克馬洪線，但是1935年植物學家弗兰克·金登-沃德在西藏被捕事件導致英國政策變化。沃德未經拉薩政府批准由達旺進入西藏，藏方逮捕了他，並向當時訪問拉薩的駐錫金政務官弗雷德里克·威廉姆森抗議，沃德則稱西藏在達旺的宗本允許他入境。英屬印度外事秘書歐拉夫‧卡羅因此下令蒐集關於邊界的檔案，重新發現了當年英藏同意的麥克馬洪線。卡羅要求接替威廉姆森（在任上去世）的巴蒂上尉確認沃德是否越過地圖上的紅線（指麥克馬洪線）進入西藏，藏方則稱紅線並未改變，沃德遠遠越界。
1938年4月，英印政府派G. S. Lightfoot上尉到达旺收稅，达旺寺住持與錯那宗宗本向噶厦政府報告，噶厦向英國駐拉薩使團團長诺布顿珠強烈抗議，英印在达旺收稅的事不了了之。
直至1947年印度獨立以及1949年中華人民共和國成立，這個邊境問題一直都是懸而未決。

### 中華人民共和國時期
1959年11月7日後，在周恩来给尼赫鲁的一封信中，中華人民共和國政府开始将麦克马洪线西藏段称为“实际控制线”。由于印度政府强烈要求全部争议地区，結果由于這條邊界引致1962年的中印邊界戰爭，中華人民共和国出兵佔領麥克馬洪線以南的地區，印度雖得到美國及蘇聯的支持，仍然戰敗。中華人民共和國雖然在戰爭中勝出，卻單方面撤退到戰爭前的控制線，表示希望印度承認主權爭議並與中方開展邊界談判，以山峰的连线作为勘界标准，試圖重新劃界。但由於印度認定麦克马洪线就是两国之间的合法边界，繼續控制麦克马洪线以南的地區。
中国领导人毛泽东在接见印度共产党人士时曾表示：“我们现在把这个问题拖着，拖到印度人民，就是你们这些人组成了中央政府，跟帝国主义、封建主义和官僚资本主义断绝了关系，那时和你们订一个条约，把这条线以南九万平方公里的那些地方给你们。如果是帝国主义、封建主义和官僚资本主义的政府，不管是尼赫鲁政府也好，现在的英迪拉·甘地政府也好，或南布迪里巴德的政府也好，我们一寸土地都不让。将来印度革命人民建立了政府，那么全部给你们。你们看这样做好不好？我们就这么一个方针。……我们并不想要这九万平方公里的土地。这些话我和高士也讲过。高士实际上是替尼赫鲁打交道的。我们告诉他，他有一点好处，他在莫斯科会议上还说了中国的好话。“他还认为：“我们两国总是这样闹下去也不行嘛，总有一天要搞好一点嘛。……边界问题就没法谈。那个什么麦克马洪线我们不能承认，但是还承认它是实际控制线。”
1979年2月，印度外长瓦杰帕伊访华。2月14日，邓小平副总理会见他时就中印边界问题提出“一揽子方案”，即中国在东段让，印度在西段让。邓小平还表示：“话又说回来了，如果我们这一代人达不成协议，让下一代人来解决”。然而这個一揽子方案，即以双方互相承认对方对“阿克赛钦”和“藏南”控制为前提以勘定中印边界的提议，因中国大陆拒不承认麦克马洪线而停滞不前。1987年印度國會通過立法，正式将原东北边境特区（麦克马洪线以南的中印爭議地區，和印缅边界一些地区）升级，建立阿魯納恰爾邦，中印争议地区的面积占该邦总面积的80％。目前，已有30萬的印度其他地区移民屯居在這個爭議的邊境上。中華人民共和国以后如果再提出边界问题，如何处理这些移民将有頗大困难。
中华人民共和国至今仍然声称对实际控制线东段（即“麦克马洪线”）以南的印度领土拥有主权，印度政府則始终认定中印边界东段已经勘定，否认中国方面的「非法」领土主张。2006年11月13日，中國駐印度大使孫玉璽向印度傳媒表示中方擁有“藏南地區”主權，引發外交風波，阿魯納恰爾邦官員要求中國政府召回孫玉璽。2023年4月，中国政府单方面更改阿鲁纳恰尔邦11个地区的名称。2023年8月，印度外交部长苏杰生在接受电视采访时驳斥中国新版地图说，“我们非常清楚我们的领土是什么。这一点毋庸置疑。仅仅提出荒谬的主张并不能使其他人的领土成为你的领土。”印度外交部也通过外交渠道正式向中方表示反对，抗议对印度领土提出领土主张的所谓2023年“中国标准地图”。
自1962年印度与中國发生衝突以来，美国从肯尼迪总统开始，一贯将麦克马洪线视为中印合法边界线。1962年10月27日，在中印开战一周后，美国驻印度大使加尔布雷思在德里发表声明：“麦克马洪线是国际公认的边界线，现予批准生效。因此，我们将它视为（东北边境特区的）北部边界。”2023年3月14日，美國參議院通過決議，重申美国承認麥克馬洪線是中印邊界線。
時至今日，虽然中華人民共和國政府拒絕承認麦克马洪线，但仍同意以此线为临时边界，要求印度巡逻队不可越过，中国巡逻队也不越过。中印两国自1962年战后的一系列争端，都与对麦克马洪線不同认识有关，因此麦克马洪線西藏段亟待双方共同勘定。麦克马洪线经过许多高寒、偏僻地带，这些地方中印双方都没有驻军，而是派遣巡逻队定期交替巡逻。在一些双方都巡逻到的过渡地带，中印军队都会试图留下标记以宣示主权。虽然双方均尊重实际控制线并建立沟通制度，但由修路或军队巡逻而引起的边境对峙和冲突也时有发生。
中華人民共和国与缅甸的边界线北段，属于麦克马洪线向东的延伸，其论据是这段边界与麦克马洪线同属于英国殖民当局单方面制订的、沿分水岭和山脊线划定的边界，传统上被認為的中国领土包括今缅甸北部的野人山地区。1941年6月18日，重庆国民政府与英国政府达成协议，双方以麦克马洪线走向为基础另行划定滇缅路南段中缅边界。1956年中華人民共和國政府延续中華民國政府的立场，将中英1941年条约线订为中缅边界，称之为习惯边界。今日中印实际控制线与此线走向比较相近，但并不重合，時常因為勢力的變化而往前或後退。

## 地图

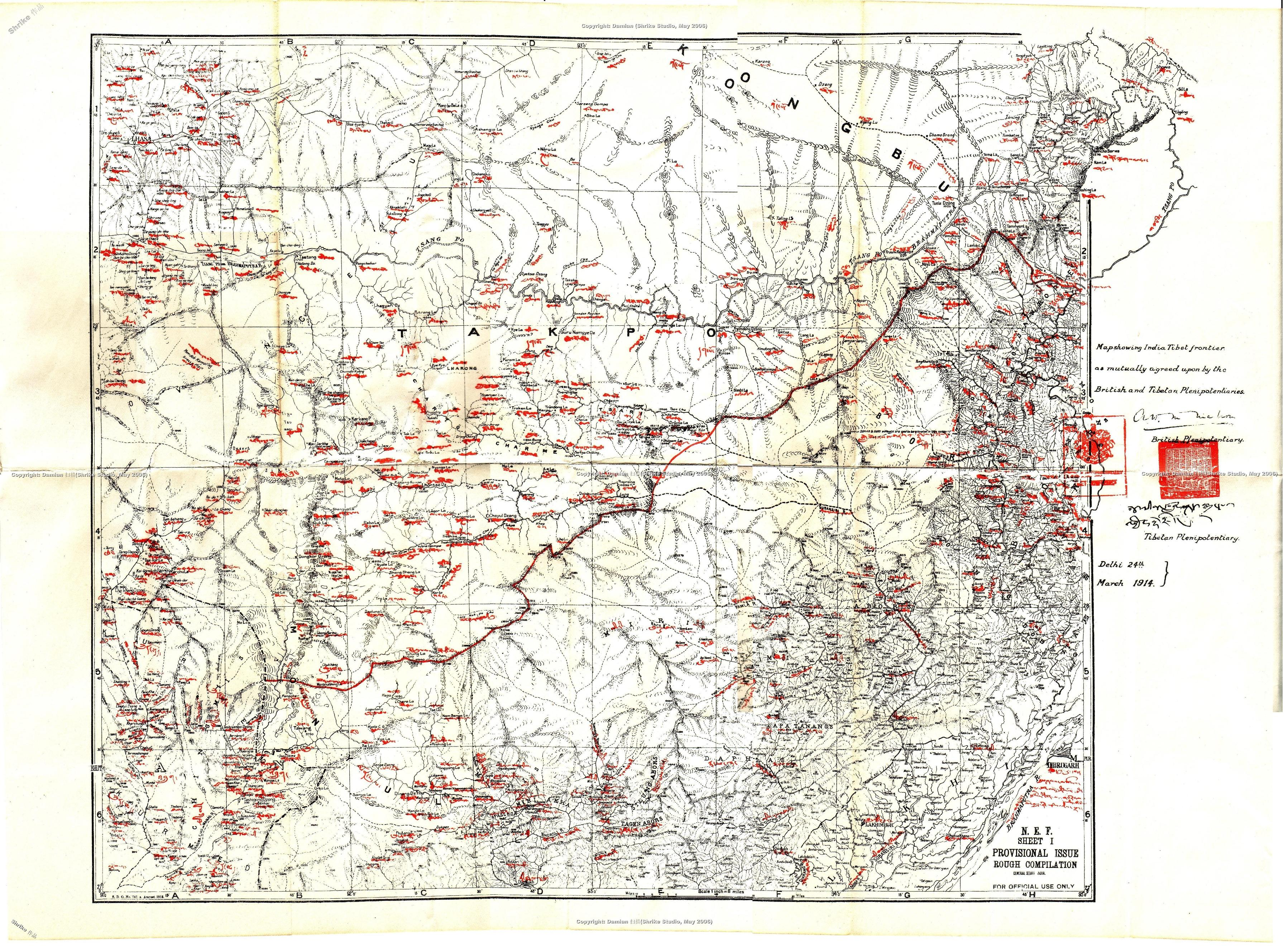
麦克马洪线 1914年，图一

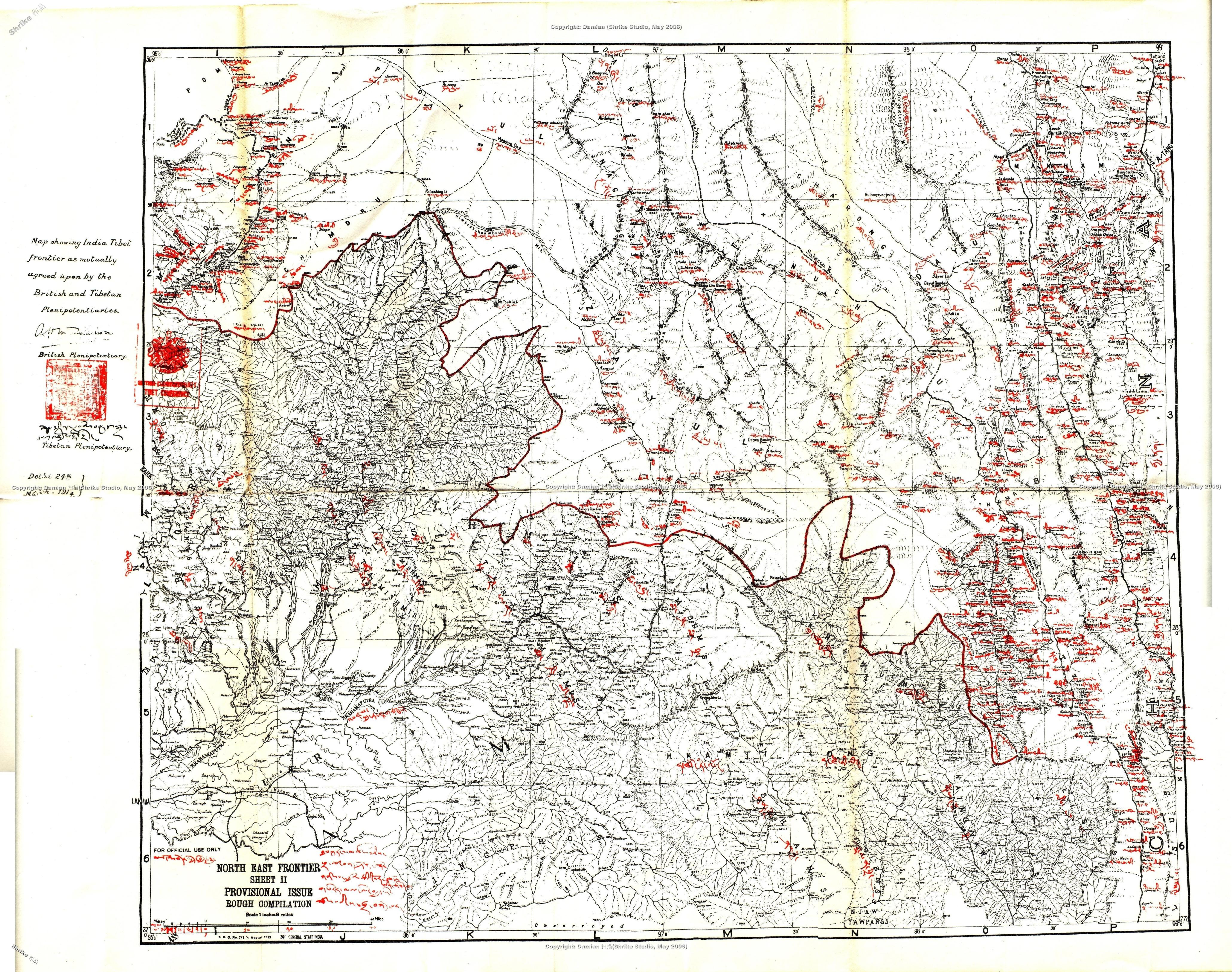
麦克马洪线 1914年，图二

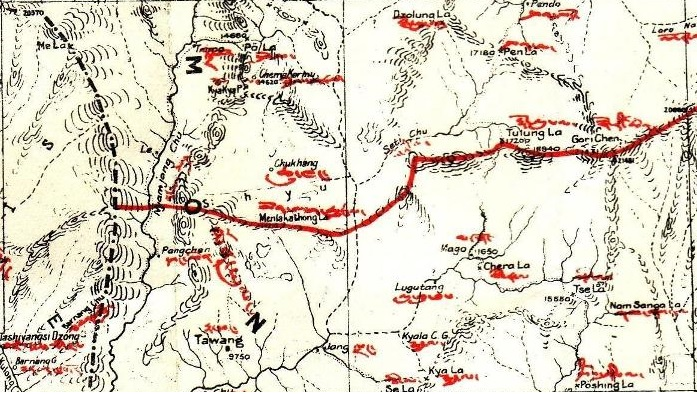
达旺地区附近的麦克马洪线

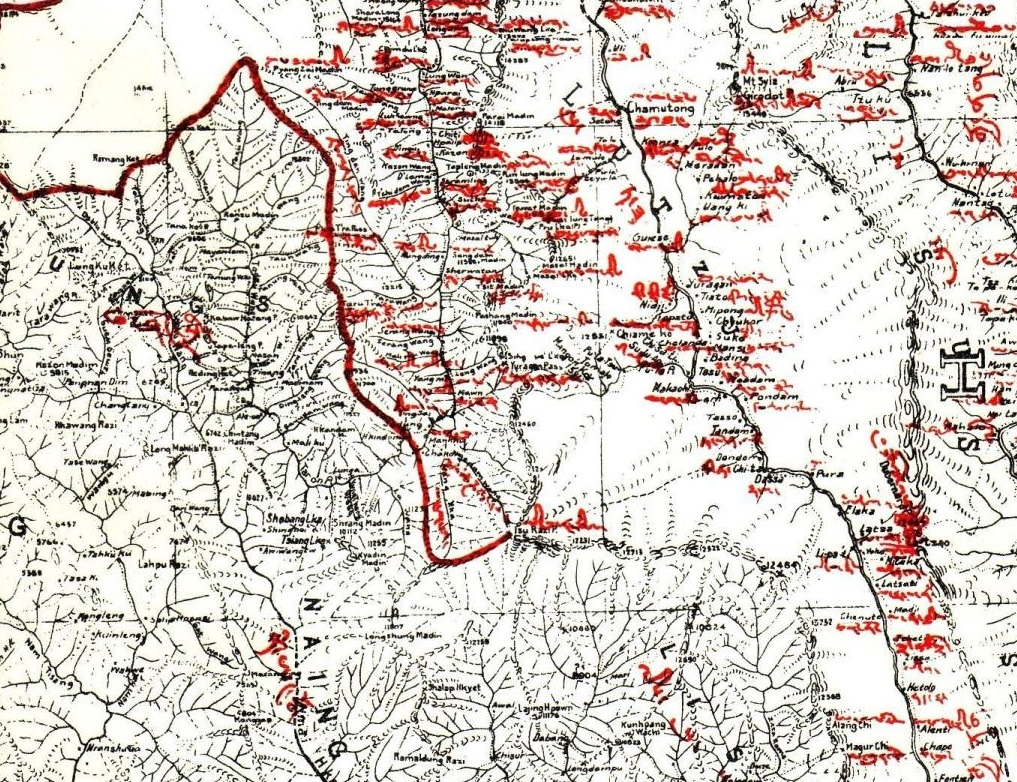
西姆拉条约里面划定西藏和英属印度边界的麦克马洪线在伊述拉孜山口结束

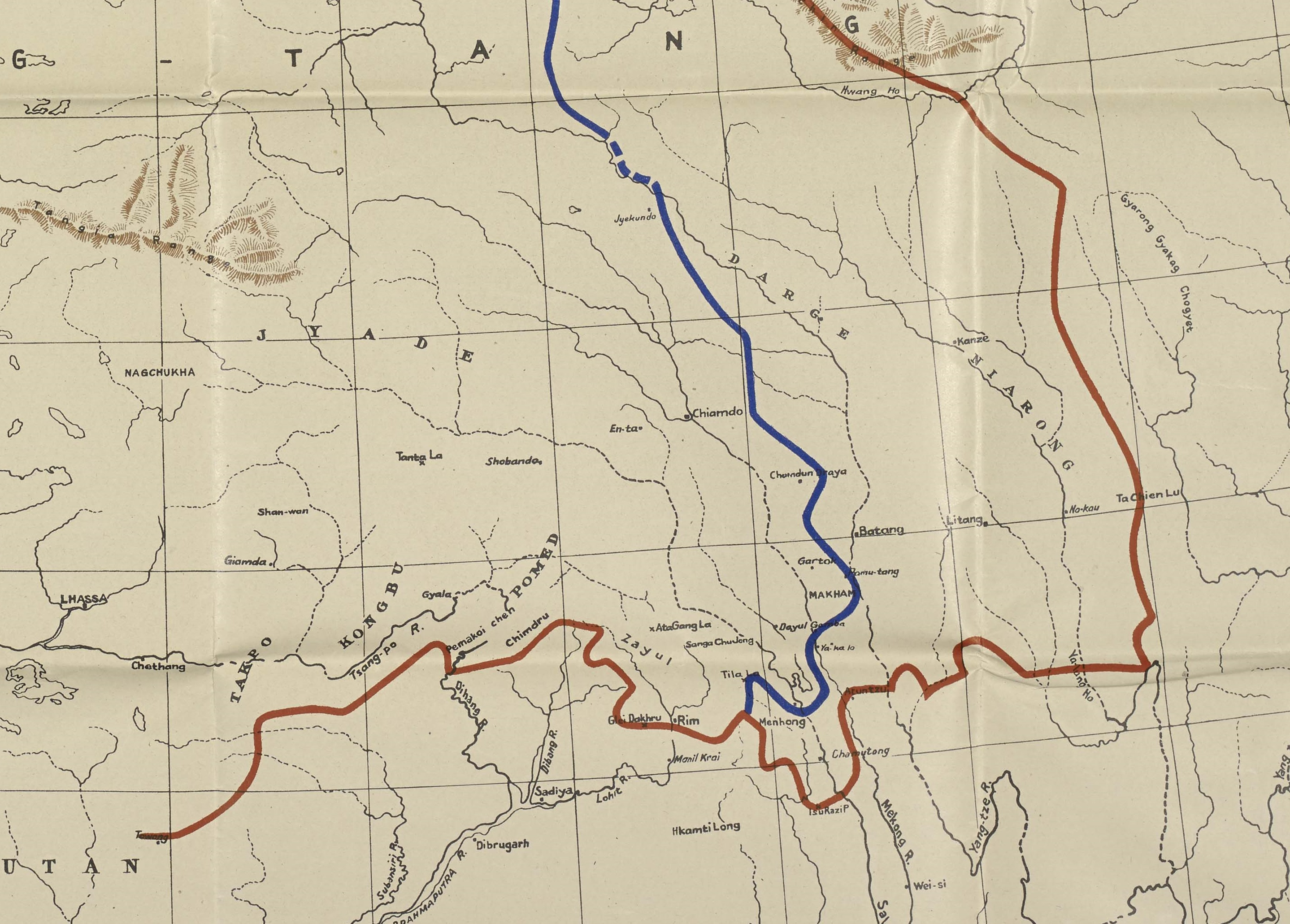
西姆拉条约規定的西藏东南部的边界，“红线”为大西藏（藏区）边界，“蓝线”为拉萨噶厦控制的“外西藏”（大致相当于现代西藏自治区）与中国北洋政府控制的“内西藏”的边界

## 延伸閱讀
- Alastair Lamb. . Routledge. 1966  [2018-11-05]. ASIN B0000CN2GD. （原始内容存档于2021-05-08）.